# 散調
散調是朝鮮民間器樂演奏方式，一般與以往宮廷的正樂相對。主要是器樂演奏，而樂曲節奏不甚拘謹，具有較為濃厚的生活氣息。演奏樂器通常有杖鼓、伽耶琴、玄琴等。

## 外部連結及相關影片
- 散調 Archive.today的存檔，存档日期2012-12-15